# Olympische Sommerspiele 1988/Teilnehmer (Swasiland)
| Gelbes Symbol für Goldmedaillen mit stilisierten Olympischen Ringen | Graues Symbol für Silbermedaillen mit stilisierten Olympischen Ringen | Braundes Symbol für Bronzemedaillen mit stilisierten Olympischen Ringen |
| ------------------------------------------------------------------- | --------------------------------------------------------------------- | ----------------------------------------------------------------------- |
| —                                                                   | —                                                                     | —                                                                       |

Swasiland nahm an den Olympischen Sommerspielen 1988 in Seoul, Südkorea, mit einer Delegation von elf Sportlern (allesamt Männer) teil.

## Teilnehmer nach Sportarten

### Boxen
- Dumsane Mabuza
Federgewicht: 17. Platz

- Charles Mahlalela
Halbmittelgewicht: 17. Platz

### Gewichtheben
- Paul Hoffman
Mittelgewicht: 21. Platz

- Absalom Shabangu
Halbschwergewicht: Wettkampf nicht beendet

### Leichtathletik
- Frank Maziya
100 Meter: Vorläufe

- Samuel Hlawe
Marathon: 44. Platz

- Gideon Mthembu
Marathon: 53. Platz

- Vusie Dlamini
Marathon: 58. Platz

- Sizwe Sydney Mdluli
Weitsprung: In der Qualifikation ausgeschieden

### Schwimmen
- Trevor Ncala
50 Meter Freistil: 65. Platz
100 Meter Freistil: 74. Platz
100 Meter Schmetterling: 50. Platz

- Yul Mark Du Pont
50 Meter Freistil: 69. Platz
100 Meter Freistil: 76. Platz
100 Meter Rücken: 52. Platz